# Luci d'America
Luci d'America è un singolo del cantautore italiano Luciano Ligabue, pubblicato l'11 gennaio 2019 come primo estratto dal dodicesimo album in studio Start.
Il singolo rimane in testa alle classifiche airplay radio per le prime quattro settimane dopo la sua pubblicazione.

## Video musicale
Il videoclip è stato pubblicato il 14 gennaio 2019 sul canale Youtube del cantante ed è stato interamente girato in California dal regista Marco Salom.
Durante la visione, infatti, scorrono diverse riprese di luoghi californiani, dal deserto lunare di Pinnacles all'area disperata e malfamata di Skid Row, dalle luci scintillanti di Hollywood alla città fantasma di Trona. Il racconto del brano si sviluppa anche nell'oceano di Malibù o nelle immagini di una foresta bruciata.
Il cast del video include l'artista e ballerina australiana Maya McClean e gli attori Luka Tartaglia, Leota Rhodes, Natalia Berger, Dre Davis, Jackson Tiller, Myla Russo e Emery Russo.

## Tracce
1. Luci d'America – 3:32 (Luciano Ligabue)

## Formazione
Musicisti
- Luciano Ligabue – voce
- Federico Nardelli – basso, chitarra elettrica, pianoforte, organo, moog, cori
- Giordano Colombo – batteria, percussioni

Produzione
- Federico Nardelli – produttore
- Claudio Maioli – produzione esecutiva
- Giordano Colombo – registrazione
- Pino Pischetola – missaggio
- Antonio Baglio – mastering

## Successo commerciale
In Italia è stato il 74º singolo più trasmesso dalle radio nel 2019.

## Classifiche
| Classifica (2019) | Posizione massima |
| ----------------- | ----------------- |
| Italia            | 7                 |